# I Care Because You Do
...I Care Because You Do é um álbum de estúdio do artista e produtor de música eletrônica britânico Aphex Twin. Foi lançado em 24 de abril de 1995 pela Warp Records e contém material gravado entre 1990 e 1994. O projeto marcou o retorno de James a um som baseado em batidas após o trabalho com música ambiente em Selected Ambient Works Volume II (1994), e combina ritmos abrasivos com elementos sinfônicos e ambientais. A arte da capa é um autorretrato pintado de James.
...I Care Because You Do estreou na 24ª posição da parada de álbuns britânica e na quarta colocação da tabela de álbuns dance. Foi promovido pela lançamento em single e extended play (EP) da faixa "Ventolin". O álbum foi recebido coma avaliações positivas e comparado com os trabalhos do compositor Philip Glass, que mais tarde criou uma versão orquestral da faixa "Icct Hedral", e John Cage. Os críticos da Entertainment Weekly, Spin e Rolling Stone o preferiram aos seus dois álbuns anteriores, elogiando-o como um retorno à boa forma para James. Em 2017, a Pitchfork classificou ...I Care Because You Do como o décimo terceiro melhor álbum de IDM de todos os tempos.

## Composição
Cada faixa do I Care Because You Do é anotada com uma data, revelando que as faixas foram criadas entre 1990 e 1994. Foi o último álbum de James a ser gravado com tecnologia analógica antes de ele recorrer aos métodos de produção digital.
De acordo com a AllMusic, o álbum encontra James "combinando seu experimentalismo de hardcore com material ambiente mais sinfônico, alinhado com o trabalho de muitos compositores pós-clássicos", como Philip Glass. O escritor Dave Thompson descreveu o álbum como "reunindo momentos calmos e serenos e, em seguida, lançando-se em faixas pesadas e contundentes", observando que os ritmos "mudam do trance para o hip-hop". Thompson também observou a influência de compositores modernos como Glass. A Rolling Stone afirmou que a música tinha "pouco a ver com o techno em qualquer uma de suas formas mais populares", comparando-a também ao trabalho dos compositores Glass e John Cage, mas afirmando que o álbum se inspira "mais fortemente no hip-hop. A marca registrada de James é colocar o ritmo e a percussão acima de tudo; suas belas e assombrosas melodias são relegadas ao fundo da mixagem."
Exclamar! afirmou que o álbum foi descrito como "ocupando um meio termo entre Philip Glass e o Wu-Tang Clan". A Spin escreveu que o álbum "mostrou preguiça do trip-hop ", enquanto a Dummy Mag descreveu James como pegando o trip hop e "remodelando [o] gênero voguish à sua própria imagem". A Entertainment Weekly escreveu que "Ao adicionar camadas de acordes suaves e quentes de sintetizador sobre percussão eletrônica de moer crânios, James cria sons que são simultaneamente reconfortantes e assustadores". Em 2003, a NME resumiu o álbum como "um casamento forçado de rave analógica e mingau ambiente". A Rolling Stone declarou em 2004 que o acompanhamento de bateria cada vez mais ativo no álbum foi inspirado pela presença da música drum and bass no Reino Unido.

## Lançamento
...I Care Because You Do foi lançado em 24 de abril de 1995. Foi lançado em vinil, CD e cassete. entrou na parada de álbuns de dança em quarto lugar e a parada de álbuns em vigésimo quarto lugar, permanecendo neste último por duas semanas. I Care Because You Do foi relançado em vinil pela gravadora "1972" em 18 de setembro de 2012. A Warp também relançou o álbum em vinil com um cartão de download em 8 de outubro de 2012. Em 2017 o álbum foi relançado em formato digital com oito faixas bônus.
A arte da capa é um autorretrato pintado por James. Foi o primeiro de vários lançamentos do Aphex Twin a apresentar uma imagem de seu rosto sorridente na capa.
Após o lançamento do álbum, o compositor Philip Glass contribuiu com um arranjo orquestral para "Icct Hedral", que foi incluído no EP Donkey Rhubarb de 1995.

## Recepção
| Críticas profissionais        | Críticas profissionais |
| Avaliações da crítica         | Avaliações da crítica  |
| Fonte                         | Avaliação              |
| ----------------------------- | ---------------------- |
| AllMusic                      | [ 22 ]                 |
| Entertainment Weekly          | A−                     |
| The Guardian                  | [ 23 ]                 |
| The Philadelphia Inquirer     | [ 24 ]                 |
| Rolling Stone                 | [ 7 ]                  |
| The Rolling Stone Album Guide | [ 13 ]                 |
| Select                        | 4/5                    |
| Spin                          | 8/10                   |
| The Sydney Morning Herald     | [ 25 ]                 |
| Tom Hull – on the Web         | A−                     |

Select classificou o álbum em 42º lugar em sua lista dos "50 melhores álbuns do ano"; e dizendo que o I Care Because You Do foi o melhor de James desde Surfing on Sine Waves e seu "mais coerente até agora", afirmando ainda que James tinha a capacidade de "fazer o som de vanguarda estourar" e que ele "entrega música de sistemas contemporâneos complexos nas formas mais deliciosamente simples".  O Sydney Morning Herald fez uma crítica positiva, concluindo que "Como sempre, sua paleta sonora é surpreendente, seus arranjos eficazes e deliberados". A Rolling Stone descreveu o álbum como "música clássica para uma geração criada com samplers", afirmando que James estava "fazendo algumas das músicas mais envolventes e importantes do nosso tempo".
A Entertainment Weekly elogiou o álbum e o chamou de superior ao Selected Ambient Works Volume II, escrevendo que ele "reintroduz tensão, mais batidas por minuto e sujeira sonora em sua música" e adicionalmente, observando que ele "cria sons que são simultaneamente reconfortantes e assustadores - uma metáfora adequada para o choque contemporâneo da tecnologia e os humanos confusos por ela". A Spin também afirmou que o álbum era superior ao Selected Ambient Works Volume II, pois "cortava o meio da estética de pia de cozinha do techno sem sacrificar a coerência ou o ritmo da melodia". A Spin também o descreveu como "um álbum real com sua própria gestalt", em que capacidade superou os "verdadeiramente excelentes" álbuns de James Selected Ambient Works 85–92 (1992) e Classics (1995). Select colocou o álbum em 42º lugar em sua lista dos melhores álbuns de 1995, referindo-se ao álbum como "brilhante som pop de campo esquerdo".
Em uma retrospectiva do trabalho de James no The Rolling Stone Album Guide, Sasha Frere-Jones descobriu que as faixas mais recentes do álbum eram as melhores. Justin Boreta, do grupo The Glitch Mob, analisou o álbum em 2015, elogiando-o pela "justaposição entre escuridão pesada e profundidade suave". O AV Club descreveu-o como "uma ponte perfeita entre a implementação de techno experimental e ambiente brilhante de James". Em 2017, a Pitchfork classificou-o décimo terceiro lugar como o melhor álbum de IDM de todos os tempos.

## Lista de faixas
Cada faixa de ...I Care Because You Do é anotada com o ano da sua gravação.
| ...I Care Because You Do – Edição padrão |                                     |         |  |
| N.º                                      | Título                              | Duração |  |
| 1.                                       | "Acrid Avid Jam Shred" (1994)       | 7:38    |  |
| 2.                                       | "The Waxen Pith" (1993)             | 4:50    |  |
| 3.                                       | "Wax the Nip" (1990)                | 4:19    |  |
| 4.                                       | "Icct Hedral" (Edit) (1994)         | 6:07    |  |
| 5.                                       | "Ventolin" (Video Edit) (1994)      | 4:29    |  |
| 6.                                       | "Come On You Slags!" (1990)         | 5:45    |  |
| 7.                                       | "Start as You Mean to Go On" (1993) | 6:05    |  |
| 8.                                       | "Wet Tip Hen Ax" (1994)             | 5:17    |  |
| 9.                                       | "Mookid" (1994)                     | 3:51    |  |
| 10.                                      | "Alberto Balsalm" (1994)            | 5:11    |  |
| 11.                                      | "Cow Cud Is a Twin" (1994)          | 5:34    |  |
| 12.                                      | "Next Heap With" (1993)             | 4:43    |  |
| Duração total:                           | Duração total:                      | 63:49   |  |

| ...I Care Because You Do – Edição digital do aphextwin.warp.net |                            |         |  |
| N.º                                                             | Título                     | Duração |  |
| 12.                                                             | "efil pearls ,e,+4"        | 5:57    |  |
| 13.                                                             | "winding road ,e, +4.1"    | 3:15    |  |
| 14.                                                             | "with my family [48k] *"   | 4:11    |  |
| 15.                                                             | "consta-lume"              | 7:04    |  |
| 16.                                                             | "merry maidens e,ru,ec +4" | 2:18    |  |
| 17.                                                             | "no cares [48k ] *"        | 2:49    |  |
| 18.                                                             | "consciousness utopia"     | 7:18    |  |
| 19.                                                             | "sekonda e, +2"            | 10:44   |  |
| 20.                                                             | "Next Heap With" (1994)    | 4:43    |  |
| Duração total:                                                  | Duração total:             | 107:25  |  |

## Produção
Os créditos do álbum apenas declaram: "Tudo por Richard D. James. Autorretrato pintado por mim. Ajuda de design de John".